# Bernhard Hansen
Bernhard Hansen (* 14. September 1896 in Hamburg; † 8. Juli 1988 ebenda) war ein deutscher Politiker (SPD).

## Leben und Politik
Bernhard Hansen studierte ab 1916 an den Universitäten Rostock, Hamburg, München und Berlin zunächst Mathematik, dann Wirtschaftswissenschaften und schließlich Rechtswissenschaften und arbeitete seit 1923 als Rechtsanwalt.
Nach dem Krieg wurde Hansen 1946 in die Ernannte Hamburgische Bürgerschaft als Vertreter der Anwaltschaft berufen und gehörte der Fraktion der Parteilosen um den Bürgermeister Rudolf Petersen an. Im Juli des Jahres löste sich die Fraktion auf und Hansen wechselte zur SPD. Er übernahm bereits am 25. März 1946 das Amt des Präsidenten im Kriegsschädenamt. Der Bürgerschaft gehörte er dann noch in der ersten frei gewählten Bürgerschaft vom Oktober 1946 bis Oktober 1949 an. Als Abgeordneter saß er im Verfassungsausschuss und im Schulausschuss. In dieser Zeit war er zudem von 1947 bis 1949 Vertreter des Senats beim Wirtschafts-Direktorium der Bizone.
Nach seinem Ausscheiden aus der Bürgerschaft übernahm er von 1949 bis 1953 das Amt des Vertreters Hamburgs bei der Bundesregierung. Nach 1953 zog er sich von der politischen Bühne zurück und arbeitete wieder als Rechtsanwalt. Von 1957 bis 1982 fungierte er dann als Vizepräsident der Hanseatischen Rechtsanwaltskammer. Er war mit Mathilde Hansen verheiratet. Seine Grabstätte befindet sich auf dem Friedhof Ohlsdorf, dort wurde er im anonymen Urnenhain bei Kapelle 8 beigesetzt.